# Facepunch Studios
 (avril 2017).
Facepunch Studios (communément dénommé Facepunch) est un studio de développement britannique installé à Birmingham. Fondée en juin 2004 par Garry Newman et reconnue officiellement en mars 2009 , la compagnie est connue pour ses jeux Garry's Mod et Rust.

## Histoire
À l'origine, Facepunch Studios a vu le jour avec le partenariat entre Garry Newman, Matthew Schwenk, Bryn Shurman et Arthur Lee pour le jeu vidéo Facewound, en 2003. Le groupe a adopté Facepunch Studios comme nom de société pour ne pas paraître «non professionnel» et pour poursuivre le développement de leur jeu en side-scrolling. Au même moment, le forum Facepunch fût créé.
Le nom "Facepunch" vient du brainstorming de noms pour le jeu Facewound. Deux noms ont été retenus à la fin: Facepunch et Facewound. Facewound a été choisi pour le jeu et le groupe a décidé que Facepunch "était trop drôle à entendre pour abandonner le nom", il a donc été utilisé comme nom de la compagnie.
La société aurait vendue plus de 38 millions exemplaires de leurs jeux en vingt ans d’existence. En mai 2024 le studio comptait 80 employés.

## Jeux développés
| Titre          | Année                       | Genre        | Plateforme                             | Moteur   |
| -------------- | --------------------------- | ------------ | -------------------------------------- | -------- |
| Facewound      | 2003                        | Shoot 'em up | Windows                                |          |
| Garry's Mod    | 2004                        | Sandbox      | Windows, OS X, Linux                   | Source   |
| Rust           | 2013 (alpha)                | Survie       | Windows, OS X, Xbox One, Playstation 4 | Unity    |
| Before         | Abandonné/Annulé            | Survie       | Windows, OS X, Linux                   |          |
| Deuce          | Abandonné/Annulé            | Tennis       | Windows, OS X, Linux                   |          |
| Arcade         | Abandonné/Annulé            |              | Windows, OS X, Linux                   |          |
| Troubleshooter | Abandonné/Annulé            | Shoot 'em up | Windows, OS X, Linux                   |          |
| Space Game     | Abandonné/Annulé            | Shoot 'em up | Windows, OS X, Linux                   |          |
| Chunks         | 2016                        | SandBox, VR  | Windows                                | Unity    |
| S&Box          | Début du développement 2017 | SandBox      | Windows, OS X, Linux                   | Source 2 |
| Clatter        | 2018                        | Stratégie    | Windows                                | Unity    |
| Chippy         | 2019                        | Shoot 'em up | Windows, Steam Deck                    | Unity    |

## Liens Externes
- (en) Site officiel
- (en) Blog de Garry Newman